# Torpedmästare

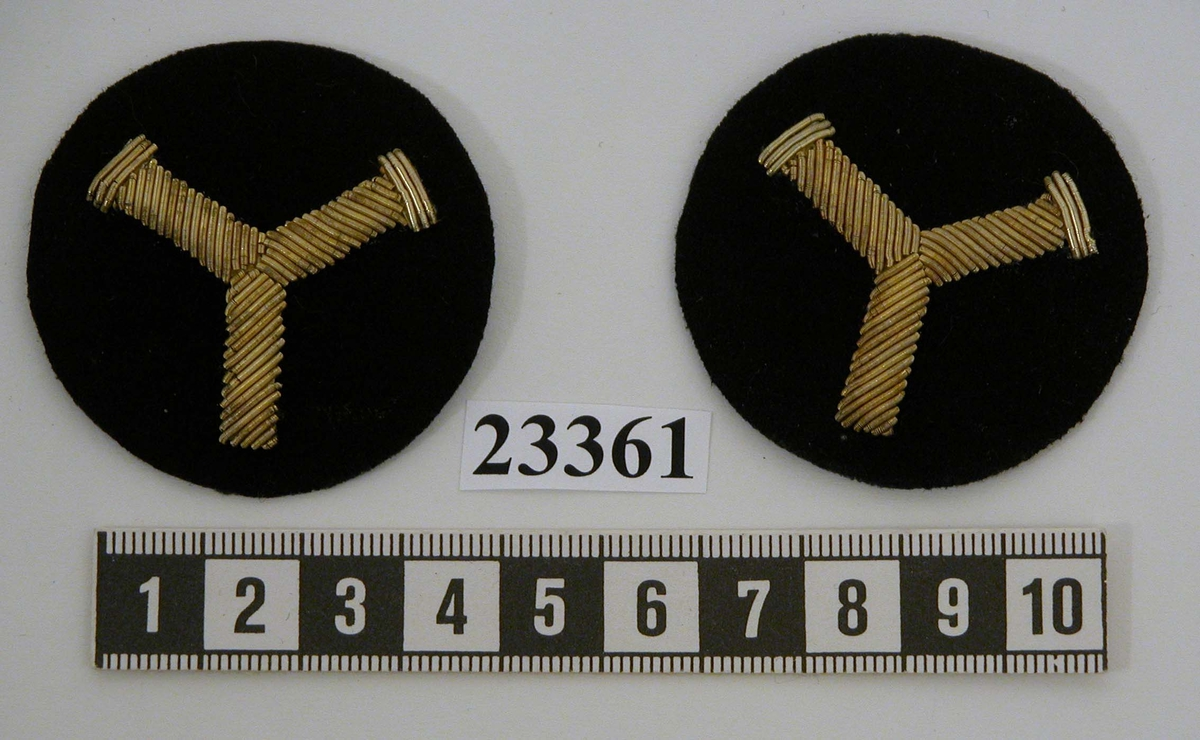
Yrkesbeteckning m/1927 för torpedmästare.

Torpedmästare var en specialbenämning på flaggkorpral och underofficer av 2. graden vid flottan och kustartilleriet, som var specialutbildad för teknisk torpedtjänst. Flaggtorpedmästare var motsvarande specialbenämning för flaggunderofficer.